# Vastakielisenvuoma naturreservat
Vastakielisenvuoma naturreservat är ett naturreservat i Kiruna kommun i Norrbottens län.
Området är naturskyddat sedan 2021 och är 690 hektar stort. Reservatet ligger norr om Vittangi och består av ett myrområde med tallnaturskog och urskogsartad barrblandskog på myrholmarna.